# Chlorencoelia
Chlorencoelia es un género de hongos en la familia Hemiphacidiaceae. El género contiene tres especies, fue circunscripto por J.R. Dixon en 1975.